# Ingibjörg Sólrún Gísladóttir
Ingibjörg Sólrún Gísladóttir (ur. 31 grudnia 1954 w Reykjavíku) – islandzka polityk i działaczka feministyczna, przewodnicząca partii Sojusz (Samfylkingin) w latach 2005–2009. Posłanka do Althingu, burmistrz Reykjavíku, w latach 1994–2003, minister spraw zagranicznych od 2007 do 2009.

## Życiorys
Ingibjörg Sólrún Gísladóttir urodziła się w 1954 w Reykjavíku jako córka sprzedawcy i gospodyni domowej. W 1979 ukończyła studia licencjackie z zakresu historii i literatury na Uniwersytecie Islandzkim. Od 1979 do 1981 kształciła się na Uniwersytecie Kopenhaskim. W 1983 uzyskała magisterium z historii na Uniwersytecie Islandzkim. Od połowy lat 70. pracowała w oświacie, zajmowała się również dziennikarstwem.
Swoją karierę polityczną rozpoczęła w ramach Listy Kobiet, którą współtworzyła i którą reprezentowała w radzie miejskiej Reykjavíku od 1982 do 1988. W latach 1991–1994 z jej ramienia zasiadała w islandzkim parlamencie.
W 1994 została burmistrzem Reykjavíku. Zajmowała to stanowisko do 2003, sprawując władzę w koalicji z różnymi ugrupowaniami, uzyskując reelekcję w wyniku wyborów lokalnych w 1998 i 2002. W międzyczasie ze swoją partią dołączyła do utworzonego w 2000 Sojuszu. Ustąpiła w 2003, pozostając w lokalnym samorządzie. W 2005 została przewodniczącą Sojuszu, pokonując dotychczasowego lidera partii Össura Skarphéðinssona. Od 2005 do 2009 ponownie sprawowała mandat deputowanej do Althingu.
24 maja 2007, po zawiązaniu przez Sojusz i Partię Niepodległości po wyborach parlamentarnych koalicji, została ministrem spraw zagranicznych w nowym gabinecie premiera Geira Haardego. 26 stycznia 2009 na tle kryzysu gospodarczego i poważnych protestów społecznych doszło do rozwiązania koalicji oraz dymisji gabinetu. 27 stycznia prezydent Ólafur Ragnar Grímsson powierzył misję stworzenia nowego gabinetu Sojuszowi, a Ingibjörg Sólrún Gísladóttir wyznaczyła wówczas Jóhannę Sigurðardóttir do objęcia stanowiska premiera. 1 lutego 2009 Jóhanna Sigurðardóttir została mianowana premierem, a w marcu tego samego roku została nową przewodniczącą Sojuszu.
Po odejściu z bieżącej polityki związana z ONZ Kobiety, pełniła tam m.in. funkcję regionalnego dyrektora tej organizacji. W 2017 objęła funkcję dyrektora ODIHR-u.
Jest zamężna z Hjörleifurem Sveinbjörnssonem, wykładowcą i tłumaczem języka chińskiego. Ma dwóch synów.